# Eurystyles cristata
Eurystyles cristata är en orkidéart som först beskrevs av Rudolf Schlechter, och fick sitt nu gällande namn av Rudolf Schlechter. Eurystyles cristata ingår i släktet Eurystyles och familjen orkidéer. Inga underarter finns listade i Catalogue of Life.